# Peter Frenkel
Peter Frenkel (Eckartsberga, Sajonia-Anhalt, 13 de mayo de 1939) es un atleta alemán especializado en marcha atlética.
Participó en la prueba de los 20 km marcha en los Juegos Olímpicos de México de 1968 quedando en décima posición.
En 1972 ganó la medalla de oro en la especialidad de 20 kilómetros marcha en los Juegos Olímpicos de Múnich, haciendo además récord olímpico. En los siguientes juegos, los de Montreal de 1976, conquistó la medalla de bronce.
Su mejor marca personal en la distancia de 20 km marcha data de 1974 y está establecida en 1h:23:30.